# Kamarina

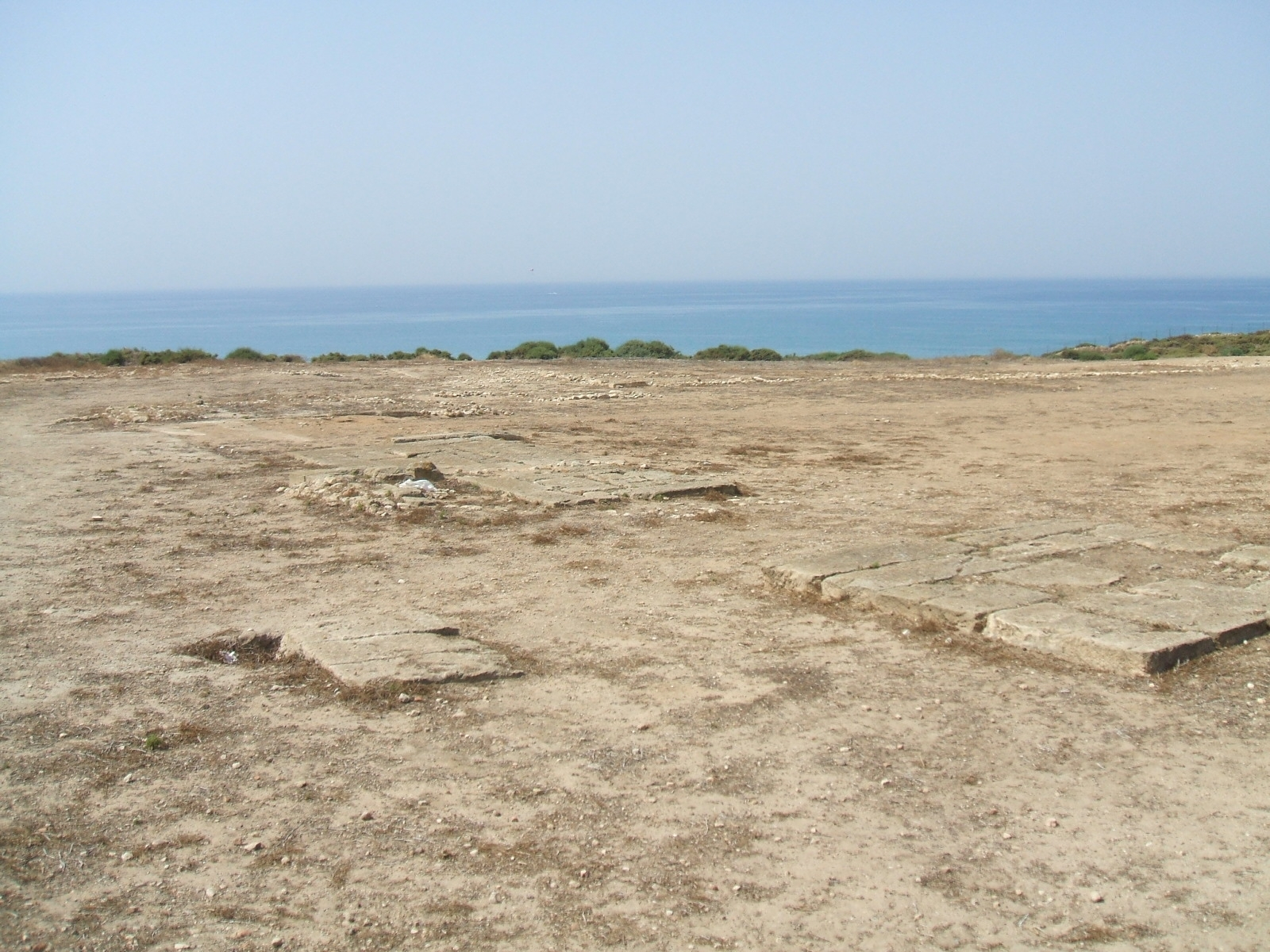
Agora von Camarina

Kamarina oder Camerina war eine antike Stadt im heutigen Freien Gemeindekonsortium Ragusa an der Südküste von Sizilien, 16 km südwestlich von Vittoria.

## Lage
Die Überreste der antiken Stadt Kamarina finden sich im Osten Siziliens an der südlichen Küste, in der Nähe des heutigen Ortes Scoglitti. Die Stadt war auf drei Hügeln zwischen den Flüssen Hipparis und Oanis angelegt.

## Geschichte

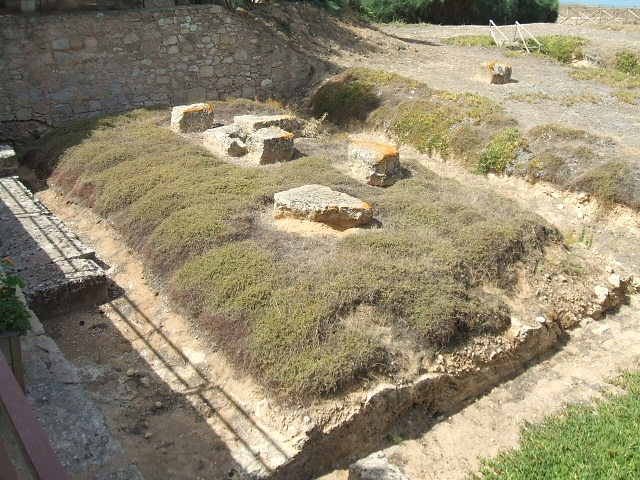
Tempel der Athene

Kamarina wurde laut Thukydides im Jahr 599 v. Chr. von Einwohnern von Syrakus gegründet. Nach kurzer Zeit trennte sich Kamarina von Syrakus und verbündete sich mit Sikelern gegen die Mutterstadt. Darauf wurde es 553 v. Chr. von Syrakus zerstört. Hippokrates, ein Tyrann von Gela, baute die Stadt wieder auf. Gelon von Syrakus zerstörte die Polis 484 v. Chr. erneut und siedelte deren Einwohner in Syrakus an. Nach dem Sturz der Deinomeniden wurde die Stadt von Gela aus wieder aufgebaut. Seit etwa 460 v. Chr. genoss Kamarina eine Ära des Wohlstands und verbündete sich während des Peloponnesischen Krieges 427 v. Chr. als einzige dorische Stadt mit Athen, bis die kriegerischen Auseinandersetzungen drei Jahre später eingestellt wurden. Während der athenischen Sizilienexpedition ging Kamarina aber auf Distanz zu Athen und schloss sich schließlich 413 v. Chr. Syrakus an.
405 v. Chr. wurde das Territorium von Kamarina von den Karthagern verheert. Die Einwohner verließen vorübergehend ihre Stadt und zogen nach Syrakus und weiter nach Leontinoi. Nach dem Frieden zwischen Dionysios I. von Syrakus und Karthago durften sie wieder heimkehren, mussten nun aber den Puniern Tribut zahlen. 339 v. Chr. wurde Kamarina von Timoleon durch neue Kolonisten verstärkt. Als der Tyrann Agathokles von Syrakus 311 v. Chr. besiegt worden war, trat die Stadt auf die Seite der Karthager über. Während des Ersten Punischen Krieges im Jahr 255 v. Chr. geriet eine römische Flotte auf dem Rückweg von einem Einsatz gegen die Karthager vor der Küste von Kamarina in einen Sturm. Von den knapp 400 Galeeren sanken fast 300, rund 100.000 Römer ertranken bei der Schiffskatastrophe vor Kamarina, rund 15 Prozent der erwachsenen männlichen Bevölkerung.
Im Jahre 258 v. Chr. zerstörten die Römer Kamarina endgültig und versklavten dessen Bevölkerung.
Ihren Namen erhielt die Stadt nach der Wassernymphe Kamarina, die als Herrin des nahegelegenen, vom Fluss Hipparis gespeisten Sees verehrt wurde. Das Bild der auf einem Schwan reitenden Nymphe sieht man auf Silbermünzen (Didrachmen), die in Kamarina im letzten Viertel des 5. Jahrhunderts v. Chr. geprägt wurden. Die andere Seite dieser Münzen zeigt den Kopf eines Jünglings mit Stierhörnern, durch den der Fluss Hipparis in göttlicher Gestalt verkörpert wird.

### Historische Überlieferung und epigraphische Quellen
Die schriftlichen Quellen zur antiken Stadt Kamarina sind reichhaltig, konzentrieren sich jedoch vor allem auf politische und militärische Ereignisse. Herodot beschreibt die Konflikte zwischen Gela und Syrakus im 4. Jahrhundert v. Chr. und berichtet über Zerstörungen und Umsiedlungen, die auch Kamarina betrafen. Thukydides erwähnt Kamarina im Kontext der athenischen Intervention auf Sizilien, wobei er sich auf die diplomatischen und militärischen Manöver der Stadt konzentriert. Diodor von Sizilien liefert die umfangreichste Darstellung der Stadtgeschichte. Er beschreibt die Gründung von 461 v. Chr., die Kämpfe mit Karthago sowie die politischen Entwicklungen unter Timoleon. Auch die Auseinandersetzungen mit Mamertinern, Puniern und Römern im 3. Jahrhundert v. Chr. werden behandelt.  Polybios beschreibt die Eroberung Kamarinas durch die Römer im Ersten Punischen Krieg. Er erwähnt zudem die Rolle Kamarinas beim Kongress von Gela im Jahr 424 v. Chr. Weitere fragmentarische Überlieferungen ergänzen das Bild, insbesondere zur athenischen Intervention während des Peloponnesischen Krieges. Strabon bezeichnet Kamarina als aufgegeben und verweist auf die Verwüstung der Südküste Siziliens durch langanhaltende Kriege. Zudem gibt es Berichte über den Militärtribun Q. Cedicius, der während des Ersten Punischen Krieges nahe der Stadt kämpfte. Einige Quellen thematisieren auch wirtschaftliche und ökologische Aspekte. Besonders hervorzuheben sind die vierte und fünfte Olympische Ode des Pindar, die die Bedeutung des Flusses Ippari für die Stadt betonen. Er versorgte Kamarina mit Baumaterial und ermöglichte Bewässerungssysteme, die archäologisch nachweisbar sind. Weitere Fragmente erwähnen die Nutzung von Flüssen und Sümpfen. Silius Italicus beschreibt einen Sumpf am Ippari, der namensgebend für die Stadt gewesen sein soll. Späte Quellen deuten auf ein Bewässerungssystem hin, das für die landwirtschaftliche Nutzung der Chora entscheidend war. Ein Orakelspruch aus dem 3. Jahrhundert v. Chr. berichtet von einer Trockenlegung des Sumpfes, die negative Folgen für die Stadt hatte. Es bleibt unklar, ob dies eine kriegerische Eroberung oder ökologische Probleme verursachte.
Die epigraphische Überlieferung ist begrenzt. Kaufverträge belegen den Getreidehandel. Besonders bedeutend sind die Bürgertäfelchen, die einen Höhepunkt der epigraphischen Forschung in Kamarina darstellen. Diese Täfelchen dokumentieren Bürgerrechte, Zugehörigkeiten und politische Körperschaften innerhalb der Stadt. Sie bieten wertvolle Einblicke in die soziale Organisation der Polis, insbesondere in Bezug auf Bürgerschaftsregelungen und politische Strukturen.

## Die Stadt
Die Stadt Kamarina zeigt eine kontinuierliche städtebauliche Entwicklung. Die erste Phase (599–553 v. Chr.) war von einer lockeren Besiedlung mit einzelnen Häusern geprägt. Eine Stadtmauer wurde Mitte des 6. Jahrhunderts errichtet. Die archaische Nekropole befand sich nahe des Flusses Oanis.
Im 5. Jahrhundert v. Chr. (492–405 v. Chr.) wurde ein hippodamisches Straßennetz angelegt, und die Agora erhielt erste Monumentalbauten. Der Athena-Tempel entstand, und eine neue Nekropole wurde am Passo Marinaro eingerichtet. Nach der Zerstörung durch die Karthager 405 v. Chr. war Kamarina nur spärlich besiedelt, bis es unter Timoleon (339–258 v. Chr.) wieder wuchs. Die Stadt wurde durch kleinteilige Wohnhäuser geprägt, und die Agora erfuhr eine sukzessive Monumentalisierung. Ein Demeterheiligtum entstand am Südhang.
Trotz wechselnder Phasen der Besiedlung blieb der Stadtplan konstant. Die Hauptstraße, Plataia B, wurde als zentrale Achse konzipiert. In römischer Zeit entwickelten sich größere Wohnbauten und ein Handwerksviertel, und die Agora wurde erweitert.  Die Agora war zentraler öffentlicher Raum mit administrativen und religiösen Funktionen. Sie teilte sich in zwei Bereiche, die durch eine Stoa getrennt wurden. Kultstätten für Athena, Demeter sowie Zeus und Hermes befanden sich dort. In römischer Zeit diente die Nordstoa als Kornspeicher.
Die 7 km lange Stadtmauer wurde Mitte des 6. Jahrhunderts v. Chr. errichtet und gegen Ende des 5. Jahrhunderts verstärkt. Sie diente dem Schutz der Stadt und zeigt, dass Kamarina auf langfristigen Bestand ausgerichtet war. Die Nekropolen Rifriscolaro und Passo Marinaro enthielten tausende Gräber und waren direkt auf die Stadt ausgerichtet. Unterschiede in der Bestattungspraxis lassen auf soziale Strukturen schließen. Neue naturwissenschaftliche Untersuchungen der Chora bestätigen die planvolle Anlage der Stadt in ihrer Umgebung.

## Das Umland (Chora) in der Antike
Die Chora Kamarinas wurde von den Flüssen Hipparis und Oanis geprägt. Der Hipparis war schiffbar und bildete eine hafenähnliche Bucht, den Lacus Camarinensis, während der Oanis eine geringere Bedeutung hatte. Trotz der Nähe zu sumpfigen Zonen bot der Lacus Vorteile wie Wasserversorgung und fruchtbare Böden. Kamarina verfügte über einen Hafen am Lacus Camarinensis sowie eine weitere Anlegestelle am Irminio. Archäologische Funde deuten auf Molen und einen Kanalhafen hin. Der Hipparis  spielte eine zentrale Rolle für die Stadt, indem er Baumaterial und Bewässerung lieferte. Töpferöfen am Flusslauf belegen seine Bedeutung für die Keramikherstellung.
Pindars fünfte olympische Ode erwähnt Bewässerungsgräben, die archäologisch als Kanalsysteme nachweisbar sind. Die Technik war einfach, aber effizient und sorgte für eine nachhaltige Wasserversorgung.Die Chora zeigte ein planmäßiges Bewässerungssystem, das mit der Neuordnung der Stadt 461 v. Chr. einherging. Untersuchungen bestätigen, dass das Wasser des Hipparis gezielt für die landwirtschaftliche Nutzung umgeleitet wurde. Untersuchungen der Sedimente am Oanis zeigen Veränderungen in der Landschaft und legen nahe, dass Meliorationsmaßnahmen durchgeführt wurden. Drainagesysteme wurden wahrscheinlich gezielt angelegt, um landwirtschaftliche Erträge zu steigern.Rempe, Antike Siedlungstopographie
Die Hofstellen der Chora folgten einem regelmäßigen Raster, das sich an der Stadtplanung orientierte. Die Einteilung in 5,5 ha große Kleroi zeigt eine langfristige Planung zur Sicherung der Landwirtschaft. Die Bewässerungssysteme ermöglichten eine auf Überschüsse ausgerichtete Landwirtschaft. Dies zeigt sich an Kornspeichern auf der Agora und schriftlichen Quellen zur Getreidewirtschaft. Die intensive Nutzung könnte jedoch langfristige Probleme verursacht haben. Hinweise auf Versumpfung in späteren Phasen deuten auf eine mögliche Krise hin, die zum Niedergang Kamarinas beigetragen haben könnte.

## Ausgrabungen und Museum
Anfang des 20. Jahrhunderts wurde mit den Ausgrabungen begonnen, 1958 wurden sie fortgeführt. Diese Ausgrabungen förderten ein Großteil der Fundstücke zu Tage, die heute im Regionalmuseum für Archäologie von Kamarina ausgestellt sind.
Das Museum befindet sich in einem Baglio, einem traditionellen italienischen Weingut, das Ende des 19. Jahrhunderts auf den Fundamenten des Athene-Tempels erbaut wurde. Teile der Tempelmauern wurden in den östlichen Teil des Gutshofes integriert. Zuvor waren sie Bestandteil der Kirche Madonna di Cammarana, die in der arabisch-normannischen Periode erbaut und 1837 bei einem Brand zerstört worden war.

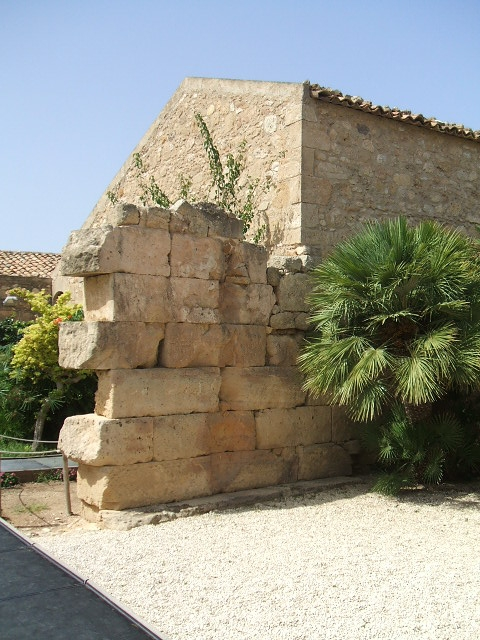
Östliches Gebäude mit Mauerrest des Athene-Tempels

Dieses östliche Gebäude, in dem früher die Winzerfamilie lebte, beherbergt die ältesten Funde aus der Region. Dort sind Fossilien von Säugetieren aus der Gegend um Ragusa und Gegenstände aus der frühen Bronzezeit aus Siedlungen entlang der Küste und aus dem Dorf Branco Grande ausgestellt. Ein zweiter Raum in diesem Gebäude zeigt Funde aus der Nekropole von Kamarina. Die ältesten dieser Funde aus dem frühen 6. Jahrhundert v. Chr. belegen die Angaben antiker Quellen, dass die Siedlung 598 v. Chr. gegründet wurde. In einem dritten Raum sind weibliche Statuetten aus dem Heiligtum der Persephone und Fragmente vom Tempel der Athene zu sehen. Der vierte Raum des Gebäudes zeigt Teile der ursprünglichen Kellermauern und Fundamente des Tempels sowie ein Modell seines ursprünglichen Zustandes.
Das westliche Gebäude diente einst als Scheune für die Tiere. In ihm sind Fundstücke von 500 v. Chr. bis zur Aufgabe Kamarinas im 1. Jahrhundert v. Chr. ausgestellt.
Der einstige Weinkeller des Gutes dient heute als Ausstellungsraum für mehr als 1.000 antike Amphoren. Diese stammen aus unterschiedlichen Ländern am Mittelmeer, beispielsweise aus Korinth, Attika, Lakonien, Massalia, Chios, Etrurien und Phönizien. Die meisten dieser Amphoren dienten in der griechischen Zeit dazu, tote Kinder zu bestatten.
Der Eingangsbereich des Museums im ehemaligen Palmento, der Kelter, zeigt Fundstücke aus Schiffswracks aus der Bucht von Kamarina. Darunter befinden sich ein korinthischer Helm und ein Silberbarren aus dem 7. bis 6. Jahrhundert v. Chr. aus dem sogenannten Korintherhelm-Schiffswrack, Bleigewichte aus dem 2. Jahrhundert v. Chr., diverse Glas- und Bronzegefäße aus dem im 2. Jahrhundert n. Chr. versunkenen Säulen-Schiffswrack und mehr als sechstausend Münzen aus dem Sechs-Kaiser-Schiffswrack des 3. Jahrhunderts n. Chr. Ferner werden dort Hufeisen und Werkzeuge aus einer im Mittelalter versunkenen Tafurrea gezeigt, einem Schiff, das dem Pferdetransport diente.